# توطئه ترور ۲۰۲۲ استانبول
توطئه تروریستی ۲۰۲۲ استانبول یک توطئهٔ تروریستی بود که توسط موساد و سازمان اطلاعات و امنیت ملی برملا شد. این توطئه شامل یک هسته تروریستی تحت رهبری ایران بود که قصد ربودن، قتل و تعرض به گردشگران اسرائیلی در استانبول را داشت. اسرائیل در ۳۰ مه توصیه‌هایی را مبنی بر عدم سفر به ترکیه به شهروندان خود ارائه داده بود و در ۱۳ژوئن، در بحبوحه تهدیدهای ایران، این توصیه را ارتقا داد. اسرائیل بعداً به شهروندان خود در ترکیه گفت که درهای محل اقامت خود را قفل کنند، زیرا یک زن و شوهر، پیرو سرنخی که نشان می‌داد هستهٔ تروریستی ایران قصد دارد آنان را برباید، به ناچار به مکان دیگری منتقل شدند. چندین مظنون در ۱۴ ژوئن در استانبول دستگیر شدند، اما که خب این دستگیری‌ها در ۲۳ ژوئن به‌طور علنی اعلام شد.

## پیش‌زمینه
در ماه مه، آژانس‌های امنیتی اسرائیل و ترکیه یک توطئهٔ ایران برای ربودن گردشگران اسرائیلی در ترکیه را خنثی کردند.

## اولین توصیه مسافرتی
در ۳۰ مه، اسرائیل به دلیل تهدیدات انتقام‌جویانه از سوی ایران در پی ترور حسن صیادخدایی، توصیه مسافرتی غیرضروری به ترکیه صادر کرد.

## حادثه ۱۳ ژوئن و ارتقاء سطح هشدار
در ۱۳ ژوئن، کارکنان موساد با یک زن و شوهر اسرائیلی که در یک بازار حضور داشتند تماس گرفتند و به آن‌ها گفتند که در همان‌جایی که هستند بمانند، زیرا یک هستهٔ تروریستی ایرانی در هتل آن‌ها منتظر بود تا آنها را برباید. این‌طور گزارش شد که آن‌ها به فرودگاه استانبول منتقل شدند و در آنجا با پروازی به اسرائیل فرستاده شدند. بعداً گزارش شد که آن‌ها پس از آن مورد بازجویی گسترده قرار گرفتند. پس از عملیات نجات، اسرائیل به شهروندان خود اعلام کرد که فوراً استانبول و ترکیه را ترک کنند. همچنین به آن‌ها گفته شد که سفرهای آتی به ترکیه را تا اطلاع ثانوی به تعویق بیاندازند.

## خنثی‌سازی توطئه و دستگیری
در ۲۳ ژوئن ۲۰۲۲، سازمان اطلاعات و امنیت ملی ترکیه اعلام کرد که ۱۰ عامل ایرانی و ترک در منطقهٔ بی‌اوغلو استانبول در پی حملات متعدد و توقیف سلاح بازداشت شده‌اند. نیروهای امنیتی محلی گزارش دادند که برخی مأموران ایرانی همچنان آزاد هستند و گفته می‌شود که یک سفیر سابق اسرائیل و همسرش هدف قرار گرفته‌اند. بعداً مشخص شد که مظنونان در ۱۳ ژوئیه در نزدیکی میدان تقسیم دستگیر شده‌اند.

## واکنش‌ها
- وزیر امور خارجه اسرائیل، یائیر لاپید از مقامات و نیروهای ترکیه برای کمک به پرده‌برداری از توطئه برای صدمه زدن به مردم اسرائیل تشکر کرد.[۱۲]
- وزارت امور خارجه ایران ادعاهای اسرائیل و ترکیه مبنی بر توطئه را تکذیب کرد و آن‌ها را «بی‌اساس» خواند.[۱۳][۱۴]
- رسانه‌های ترکیه گزارش کردند که ایران به این مأموران پول داده بوده است.[۱۵]